# Ja teraz kłamię
Ja teraz kłamię (tyt. oryg. I am lying now) – polsko-holenderski thriller z 2019 roku w reżyserii Pawła Borowskiego.

## Produkcja
Okres zdjęciowy rozpoczął się 31 maja 2016. Film kręcono w Łodzi, Katowicach (m.in. w Narodowej Orkiestrze Symfonicznej Polskiego Radia i Międzynarodowym Centrum Kongresowym), Tychach i Świerklańcu (m.in. w Pałacu Kawalera). Premiera odbyła się 28 czerwca 2019.
Film został wyprodukowany przez Opus Film i New Amsterdam Film Company, a jego realizacja dofinansowana przez Polski Instytut Sztuki Filmowej, Śląski Fundusz Filmowy i Dutch Film Fund.

## Fabuła
W telewizyjnym kontrowersyjnym show „Konfesjonał Gwiazd” prowadzonym przez Kai (Agata Buzek) uczestniczy aktorka Celia (Maja Ostaszewska), jej mąż i reżyser Mat (Rafał Maćkowiak), oraz piosenkarka Yvonne (Paulina Walendziak). Zwycięstwo w programie można osiągnąć, wyjawiając publiczności swoje największe sekrety. Sukces może przynieść bohaterom nagrodę pieniężną oraz realizację marzeń, dla Yvonne jest to powrót na szczyty listy przebojów, a dla Celii i Mata – nakręcenie filmu.
Film stanowi metaforyczną produkcję, traktującą o manipulacji, kreowaniu faktów wpływając na emocje, m.in. kreując wizerunek w mediach społecznościowych. Jest również krytyką programów typu reality show.

## Obsada aktorska
- Maja Ostaszewska – Celia
- Paulina Walendziak – Yvonne
- Rafał Maćkowiak – Mat
- Agata Buzek – Kai
- Joanna Kulig – Agentka
- Robert Więckiewicz – Manager
- Jacek Poniedziałek – Były
- Adam Woronowicz – Twardy
- Janusz Chabior – Chudy
- Marian Dziędziel – szef ZTV
- Bartosz Bielenia – chłopak Yvonne
- Anna Mrozowska – producentka
- Magdalena Wróbel – producentka
- Marta Małyska – młoda kobieta
- Krzysztof Czeczot – detektyw
- Paweł Borowski – detektyw[1]

## Nagrody
- 2019: Fantaspoa(inne języki) – nagroda za Najlepszą dyrekcję artystyczną: Daria Dwornik[8]